# Пелопида
Пелопида (старогрчки: Πελοπιδας, Pelopidas; 410 г. пре н. е - 364 г. пре н. е) је био знаменити тебански државник и генерал. Уз Епаминонду, био је једна од твораца краткотрајне тебанске хегемоније. Непромишљен и брзоплет, Пелопида је представљао потпуну супротност у односу на трезвеног и уздржаног Епаминодне, али обојица су били подједнако искрени и доследни у својим патриотским тежњама. Теба им је остала дужна за свој краткотрајни успон и хегемонију у Грчкој.

## Детињство и младост
Пелопида је пореклом из богате и угледне аристократске породице. Добио је солидно образовање, још у раној младости бивао излаган свакојаким тешкоћама, васпитан да буде издржљив и да води једноставан стил живота, као и да гаји презир према богатству. Спријатељио се са Епаминондом уочи битке код Мантинеје (385. године пре н. е), у којој му је овај спасао живот. Халкидички савез је 382. године п. н. е. отпочео са преговорима са Атином и Тебом против Пелопонеског савеза. Спартанци објавише рат Халкидикију. За борбу су формирали армију од 10.000 људи. На путу за Халкидики, спартански војсковођа Фебид упао је са војском у Тебу и заузео Кадмеју (тебански акропољ). Интервенисао је у борби демократа и олигарха стајући на страну Леонтијада, представника олигарха. Потом је похапсио све представнике демократије и побио их. Страдао је и Исменија, а Андрокле и Пелопида побегли су у Атину. На притужбе Тебе, Спартанци су формално осудили Фебиду и одредили му огромну новчану казну која вероватно није исплаћена. 

## Учешће у Беотијском рату

### Ослобођење Тебе
Док је главнина спаранске војске боравила на Халкидикију, Тебанци су припремали устанак. Он је плануо крајем 379. године п. н. е. Организовали су га изгнаници-демократи који су е до тада налазили у Атини. Наводно је само седам људи тајно ушло у Тебу и током ноћи побило вође олигархије у граду. Потом су ослободили затворенике, присталице демократије и позвали народ на устанак. Напали су акропољ Кадмеју у коме се налазио спартански гарнизон. Он је убрзо принуђен на предају. Предводници устанка били су Пелопида и Епаминонда. На народној скупштини је одлучено да се обнови демократско уређење и Беотијски савез. Спартанска војска под вођством краља Клеомброта упутила се у Тебу да угуши устанак. Међутим, на путу им се испречила атинска војска па су морали да одустану од главног пута који води за Спарту и да се упуте преко планина. Лишен везе са Пелопонезом, Клеомброт је одустао од напада на Тебу и вратио се на Пелопонез. По повратку је један од његових војсковођа, Сфордија, извршио безуспешан напад на атински Пиреј. Сви атински грађани су устали да бране свој град, па је Сфордија морао да одустане. Резултат овог неуспешног похода јесте објава рата Атине Спарти и формирање Другог атинског поморског савеза. Савезници нису успели да спрече Спартанце да прођу Коринтску превлаку. Битке су се водиле на територији Беотије где су Теба и Атина удруженим снагама подигле праву мрежу утврђења. Стога Спартанци нису успели да им нанесу осетнији пораз. Пелопида је учествовао у бици код Тегире 375. године п. н. е. 

### Битка код Леуктре
У лето 371. године п. н. е. одржан је нови мировни конгрес на коме је закључен мир између Спарте и Атине. Међутим, мир није обухватао две јаке државе – Тесалију и Беотију. Спартански краљ Клеомброт није био присталица наставка рата. Међутим, баш је он одабран да покрене нови поход на Беотију. Тебанци под Епаминондом сачекали су га код Леуктре. Тебанска војска била је бројчано слабија (7000 према 10.000). Међутим, нова Епаминондина тактика косог строја донела је Беотији велику победу. Велика победа Тебе означила је крај спартанске хегемоније. Спартанци се повлаче на Пелопонез. Фокида, Локрида, Етолија, Акарнанија и Еубеја улазе у Беотијски савез. Акарнанија и Еубеја су због тога иступиле из Атинског савеза. На Пелопонезу је настао хаос. Многи градови покушали су да се ослободе спартанске власти. У Аргосу је побијено 1200 олигарха од стране народа наоружаног батинама. Био је то почетак Тебанске хегемоније. 

## Пелопидини походи на Тесалију
Први напад на Тесалију покренуо је 369. године п. н. е. Пелопида на позив Тесалаца против македонског краља Александра који се умешао у унутрашњу политику Тесалије (након смрти Јасона из Фере). Александар је убијен у сукобу са претендентом Птолемејем. Сукоб је решен уз посредовање Атине. Због тога Пелопида 368. године п. н. е. покреће други поход на север (како би сузбио атински утицај у Македонији). Пердикин регент Птолемеј принуђен је на савез са Тебом. По повратку је Пелопида заробљен од стране Александра, тиранина Фере. Епаминонда се због тога повлачи са Пелопонеза (Други поход на Пелопонез) и напада Тесалију. Пелопида је ослобођен. Трећи напад на Тесалију Пелопида је покренуо због тога што је 364. године п. н. е. Александар од Фере стао на страну Атињана. Одлучујућа битка вођена је код Киноскефале. Битка је била слична бици код Кунаксе (поход Десет хиљада 401. п. н. е). Пелопида је био на прагу победе када је направио грешку и напао самог Александра повучен мржњом што га је овај годину дана држао у заробљеништву. У бици је погинуо. Пелопидина погибија није имала утицаја на исход битке. Тесалци су поражени. Следеће године је Фера присиљена на савез са Тебом. 